# Giambattista Crosato
Giambattista Crosato (Venezia, 1686 – Venezia, 15 luglio 1758) è stato un pittore e scenografo italiano.

## Biografia

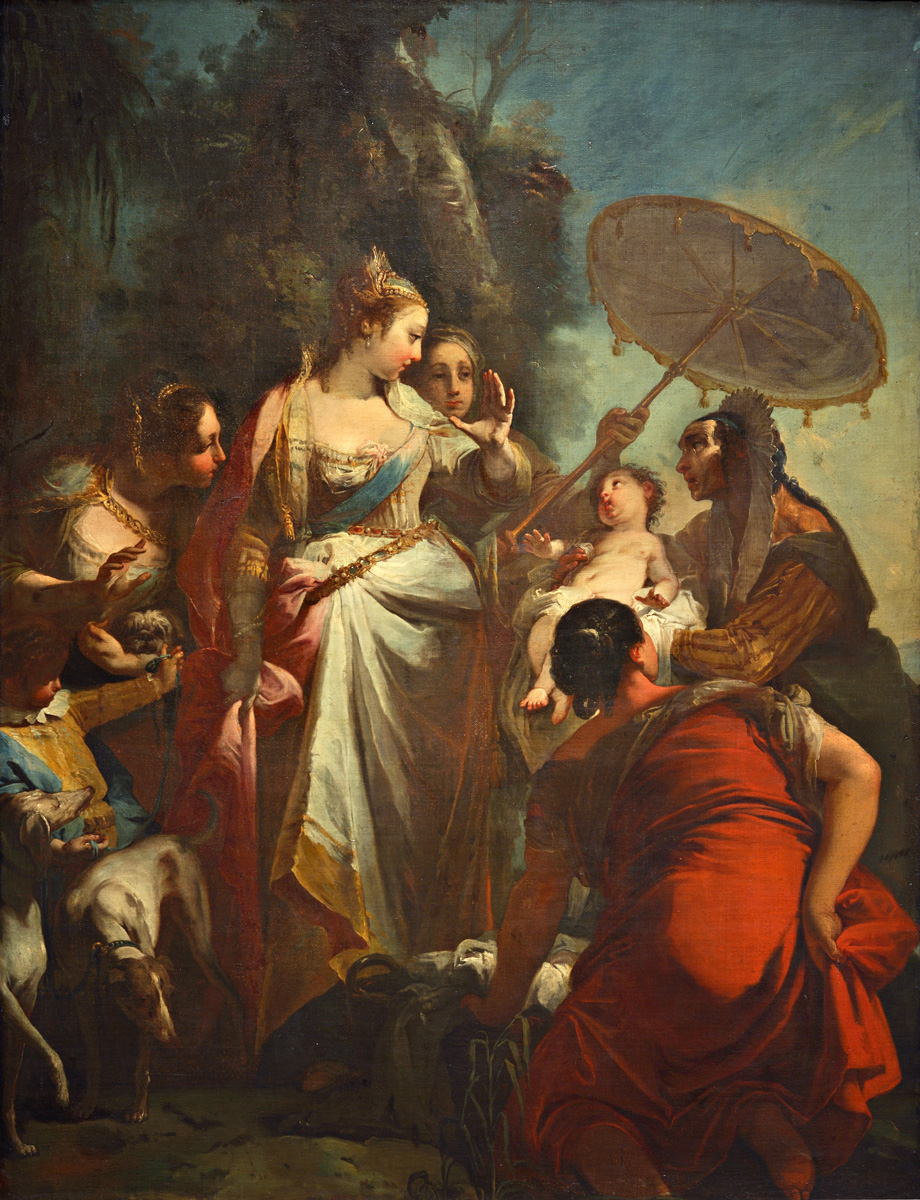
Ritrovamento di Mosè, Museo Puškin delle belle arti, Mosca

L’incertezza della data di nascita ha dato luogo a due ipotesi: 1686 oppure intorno al 1697. Nel registro dei morti dell’Archivio Parrocchiale di San Marcuola si legge che, alla data del 15 luglio 1758, l'artista era morto all’età di 72 anni: sulla base di questo documento Giuseppe Fiocco ha proposto come data di nascita il 1686 o 1685. Nella dichiarazione di stato libero fatta da Giambattista il 6 gennaio 1736 si legge invece che il pittore era di Treviso e aveva circa 38 anni: sulla base di questo documento la data di nascita è stata posticipata da Lino Moretti attorno 1697.
Anche alcuni dizionari biografici precedenti lo studio di Giuseppe Fiocco riportavano come anno di nascita il 1697, in base al catalogo della collezione Algarotti, dato alle stampe non molto tempo dopo il 1776, anno di morte del proprietario conte Bonomo.
Genitori di Crosato furono Giacomo e Cattarina Bergamasco. Ebbe due sorelle: Elisabetta e Margherita Paolina Anastasia.
Dopo un primo periodo di attività a Venezia, del quale non sono rimaste tracce, Crosato si trasferì una prima volta a Torino dove, cominciando dal 1733, lavorò nella Villa della Regina. Qui dipinse, nelle volte di due logge adiacenti al salone, le allegorie delle Stagioni: nella loggia orientale l'Inverno e l'Estate, in quella occidentale l'Autunno e la Primavera.
Nello stesso anno fu impegnato anche nella palazzina di caccia di Stupinigi. In quest'ultimo luogo si ricordano tre opere importanti: la decorazione della volta dell'anticamera della Regina con il Sacrificio di Ifigenia, gli affreschi del soffitto della stanza degli Scudieri con Apollo e il Pitone e le allegorie delle Stagioni e la stanza dei Buffetti con Guardiacaccia e dame.
Oltre alle influenze dei grandi decoratori veneziani Giovanni Antonio Pellegrini, Sebastiano Ricci e Jacopo Amigoni, il Crosato evidenziò sin da queste opere accostamenti con la pittura emiliana, specialmodo di Giuseppe Maria Crespi e Pier Francesco Cittadini, dal quale si distinse per il cromatismo, la luminosità e le tinte delicate. Accanto a temi di grande virtuosismo, Crosato manifestò elementi realistici, oltre che Rococò, sia della componente veneziana sia di quella francese.
Nel 1736 Crosato rientrò a Venezia dove si iscrisse alla fraglia dei pittori e si mise in evidenza per la Gloria del Peloponnesiaco (Gloria di Francesco Morosini), successivamente trasferito a Vienna. Tuttavia, secondo altri storici dell'arte quest'opera non sarebbe da attribuire a Crosato ma al pittore Fabio Canal
Il 23 gennaio dello stesso anno 1736 sposò Elena Polidoro, dalla quale ebbe due figlie: Cattarina Marta (nata il 31 luglio 1737) e Paola Domenica (nata il 4 agosto 1748)
Negli anni quaranta del secolo suddivise il suo lavoro tra il Piemonte e il Veneto. A Pinerolo eseguì gli affreschi per la chiesa della Visitazione, a Torino la cupola della chiesa della Consolata – poi ridipinta –, la cappella di San Vincenzo de’ Paoli nella chiesa dell'Immacolata e nel Palazzo reale il soffitto Le quattro parti del mondo. A Venezia eseguì a fresco la grandiosa volta della sala da ballo di Ca' Rezzonico, a Padova decorò la parrocchiale di Ponte di Brenta e, sparse nel Veneto, decorò alcune ville: Villa Marcello a Levada di Piombino Dese, Villa Torni a Mogliano, Villa Algarotti a Carpenedo.
Il 13 febbraio 1756 fu nominato membro dell'Accademia veneziana di pittura e scultura.
Importante fu anche il suo lavoro come scenografo nel Teatro Regio, in collaborazione con Gianfrancesco Costa.
Si ricordano due bozzetti per il sipario (Torino, Galleria Sabauda e Museo civico) databili all'ultima sua fase piemontese, intorno al 1750; il bozzetto eseguito assieme a Mengozzi Colonna (Torino, Galleria Sabauda) per una scena della Siroe, eseguita nel 1750 al Regio. Crosato si caratterizzò per una scenografia innovativa, priva delle pesantezze quadraturistiche tipiche dei Bibiena, e quindi più libera e pittorica, che ottenne consensi e influenzò i suoi successori, come i fratelli Galliari.

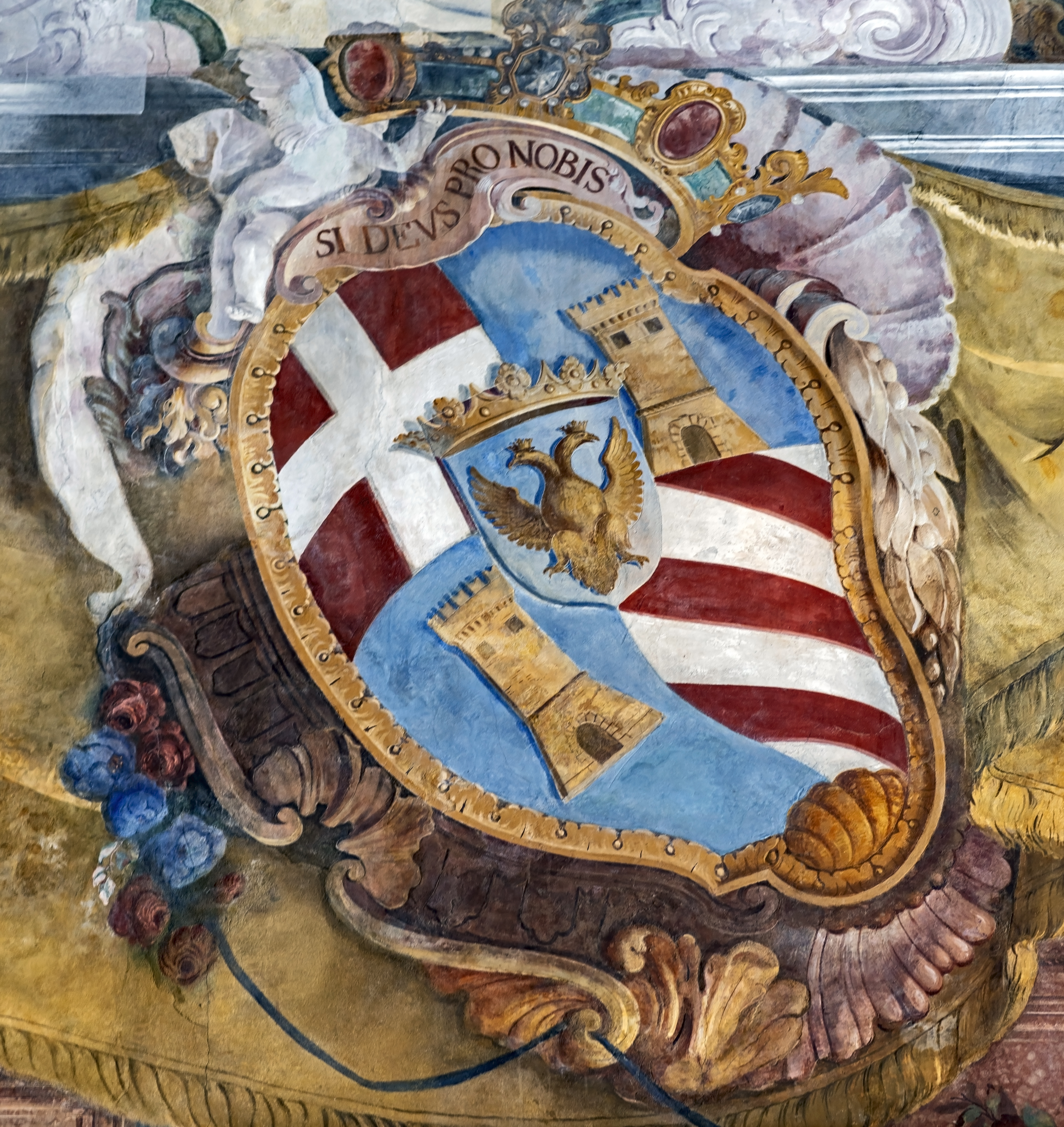
Insegna della famiglia Rezzonico, 1754 circa, Ca' Rezzonico, Venezia
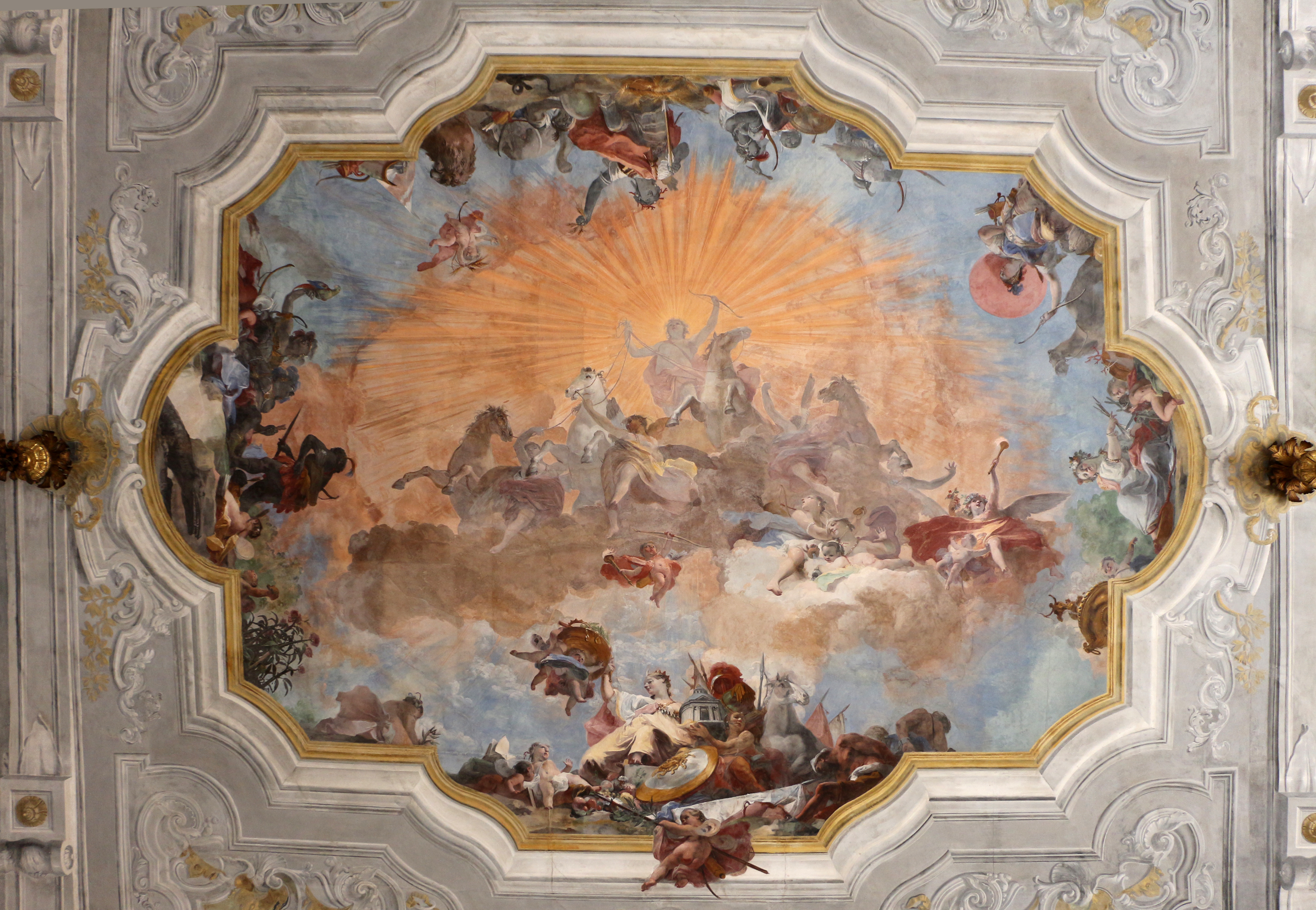
Il carro di Apollo e i Quattro Continenti, 1754 circa, Ca' Rezzonico
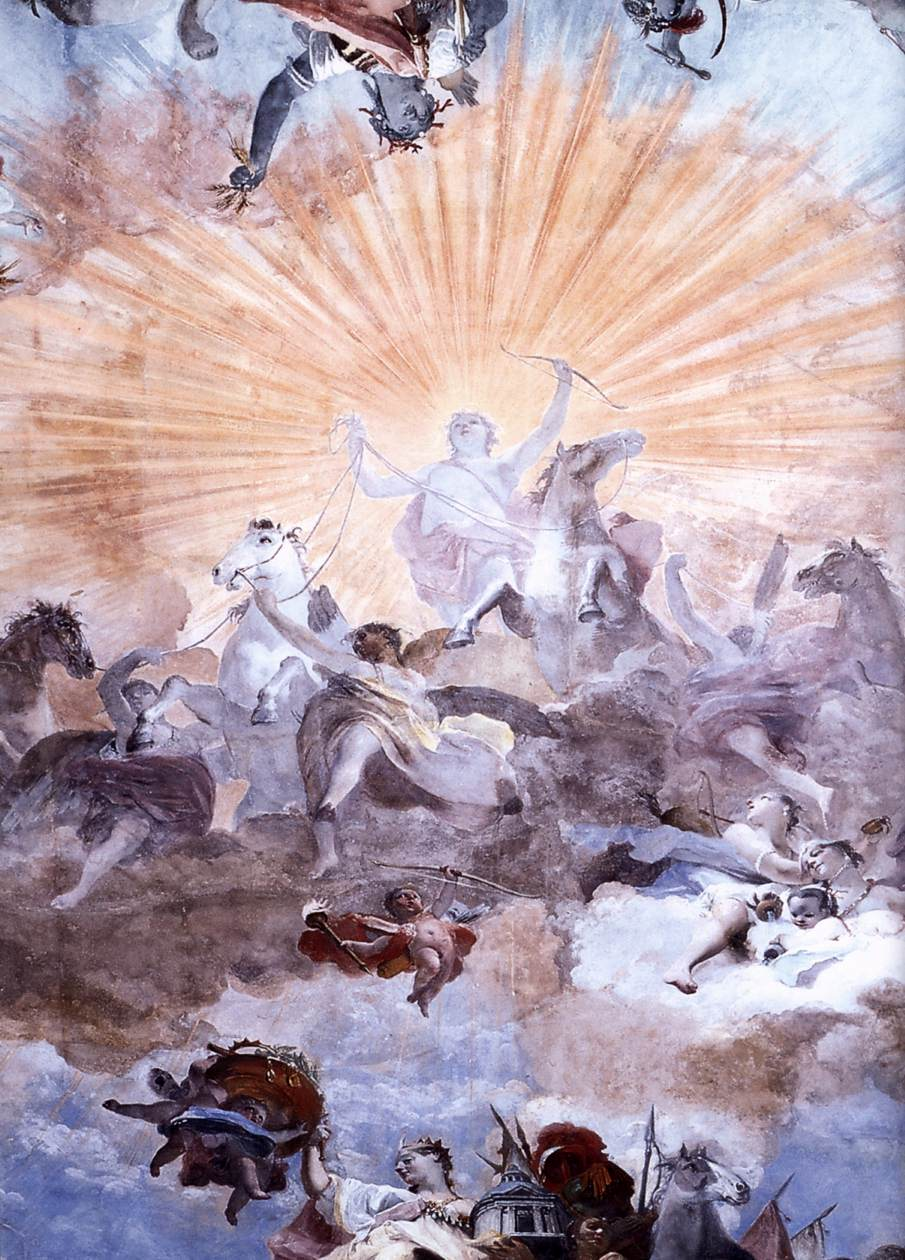
Carro di Apollo, particolare,  1754 circa, Ca' Rezzonico